# Памятник Дмитрию Донскому (Москва)
Па́мятник Дми́трию Донско́му — бронзовая скульптура на гранитном постаменте в сквере на пересечении Николоямской и Яузской улиц Москвы, установленная в 2013 году в честь князя Дмитрия Донского. Автор — скульптор Вячеслав Клыков.

## История создания
Памятник установлен на месте, где собиралось и отправлялось на Куликово поле войско и ополчение князя Дмитрия Ивановича Донского, победа на котором положила начало концу многовекового монголо-татарского ига на Руси.
Закладной камень в виде памятного креста был установлен в 2003 году, надпись на нём гласила:
На сем месте будет воздвигнут памятник святому благоверному князю Дмитрию Донскому защитнику земли Русской
После этого скульптор Вячеслав Клыков приступил к работе над памятником, который планировалось установить уже в следующем 2004 году ко Дню города Москвы. По разного рода причинам работа над памятником была приостановлена. Из-за скоропостижной смерти В. М. Клыкова в 2006 году проект был заморожен на неопределённое время. Памятник был установлен лишь в 2013 году.
Открытие памятника состоялось 8 мая 2014 года, обряд его освящения провёл патриарх Московский и всея Руси Кирилл. На церемонии присутствовали премьер-министр России Дмитрий Медведев и мэр Москвы Сергей Собянин.
После открытия памятника, закладной крест был сохранён и остался стоять перед ним, несколько левее.

## Описание
В отличие от сравнительно небольшого закладного креста, располагавшегося на краю сквера, статуя не читается с улицы и не гармонирует с окружающим пространством. По своим размерам памятник чуть меньше памятника Юрию Долгорукому, установленного на Тверской площади.
Дмитрий Донской изображён сидящим на походном боевом коне с мечом на левом бедре. Правой рукой он держит развевающийся стяг великого Московского княжества, что символизирует объединение русских земель вокруг Москвы под его началом. На барельефе расположена надпись:
Посвящается Святому Благоверному князю Дмитрию Донскому освободителю земли Русской
На боковых гранях постамента, по дореволюционной традиции, установлены барельефы, из которых левый (относительно фигуры князя) изображает благословение Дмитрия Донского Сергием Радонежским, а правый — поединок Пересвета с Челубеем.

## Галерея

Общий вид и детали памятника
Крест рядом с памятником.
Левый барельеф.
правый барельеф.